# 瀕死の白鳥
『瀕死の白鳥』 (ひんしのはくちょう、英語: The Dying Swan、ロシア語: Умирающий лебедь、当初の題名は『白鳥 (The Swan)』) は、ミハイル・フォーキン振付によるバレエ作品である。
ミハイル・フォーキンがバレリーナアンナ・パヴロワのために、カミーユ・サン＝サーンスの組曲『動物の謝肉祭』第13曲『白鳥』（Le Cygne）に振付を行ったもので、パヴロワはその生涯でこの作品を約4,000回演じている。湖に浮かぶ一羽の傷ついた白鳥が、生きようとして必死にもがき、やがて息絶えるまでを描いた約4分間の小品で、1905年にロシアのサンクトペテルブルクで初演された。この作品は、ピョートル・チャイコフスキー作曲の『白鳥の湖』におけるオデットの解釈に影響を与えた他、従来とは異なる解釈やさまざまな翻案をも生み出してきた。

## 背景
マリインスキー・バレエでバレリーナに昇格したばかりであったアンナ・パヴロワが、公園で見た白鳥の姿とテニスン卿の詩『瀕死の白鳥』に刺激を受けて、ガラ公演で披露するためのソロ演目としてミハイル・フォーキンに振付を依頼したのがきっかけである。フォーキンは、かつて自宅で友人のピアノに自身のマンドリンで演奏したことがあったサン＝サーンスの『白鳥』を提案し、パヴロワがこれを受け入れて制作が始まった。リハーサルが行われ、あっという間に完成した。フォーキンはDance Magazine誌1931年8月号に以下のように書いている。
それはほとんど即興だった。私は彼女の前で踊り、彼女は私のすぐ後ろでそれに続いた。続いて彼女が踊り、私は彼女について歩きながら、彼女の腕を曲げ、ポーズの細部を修正していった。この作品以前に、私は素足を使いがちで爪先立ちでの踊りを避けているとして批難されていた。『瀕死の白鳥』はこういった批判に対する回答であった。この作品は、新たなロシアのバレエのシンボルになった。これは優れた技巧と表現力の結合であった。それはあたかも、ダンスがただ目のみを満足させ、また満足させるべきというだけでなく、目から魂に突き通るものでなければならないということの証明のようであった。
1934年に、フォーキンはダンス評論家アーノルド・ハスケルに次のように語っている。
それは小品であったが、（中略）当時としては「革命的」であり、古いものから新しいものへの移行を見事に体現していた。技法としては古いダンスと伝統的な衣装を用いており、極めて卓越した技巧が求められるが、目的とするところはその技術を誇示することではなく、生とすべての死すべきものの間の果てなき闘争のシンボルを描き出すことであった。それは全身の踊りであって、手足だけの踊りではない。目だけでなく、感情や想像力にも訴えるものである。

## プロットの概要

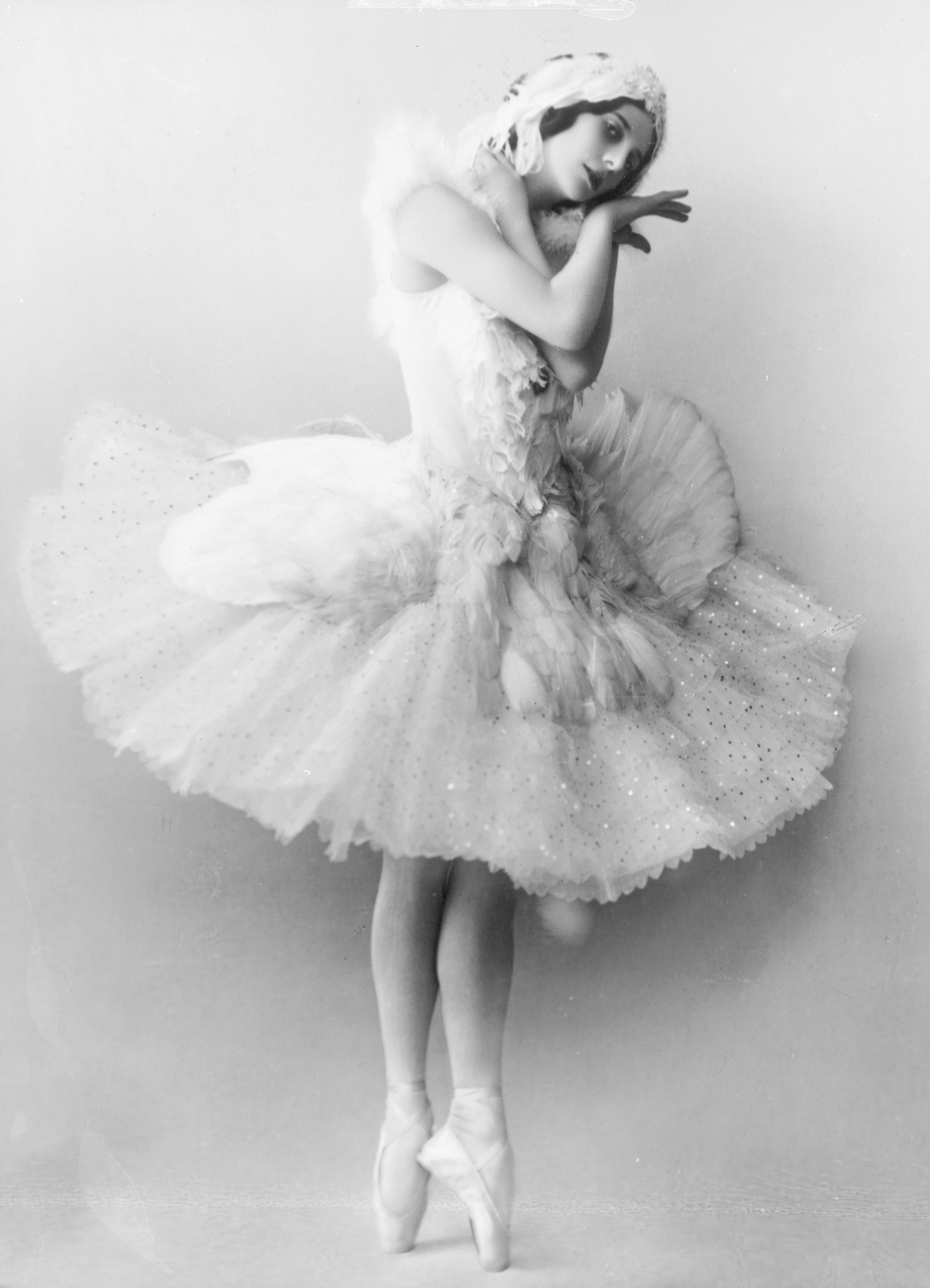
アンナ・パヴロワによる演技

当初は『白鳥 (The Swan)』というタイトルであったが、パヴロワが「生の終わり」を本作品における物語の山（dramatic arc）と解釈したことから、現在の名称となった。振付の大部分は上半身および腕の動き、パ・ド・ブーレ・スイヴィと呼ばれる小刻みなステップで構成されている。
フランスの評論家アンドレ・レヴィンソンは次のように書いている。
腕を折り曲げ、爪先で、彼女はゆっくりと夢うつつにステージを一周する。手を滑るように動かし、現れたところから背景へと退くことで、地平線へと飛び立とうと試み、つづいてその魂で空との境界を探り出そうとする。緊張が徐々に和らぐと彼女は地に沈み、痛みのために腕をかすかに振る。そしてステージの端に向かって、脚をハープの弦のように震わせながら不規則なステップでよろめく。右足を地面に沿って素早く前方に滑らせ、左膝に倒れ込んだ姿は地上の桎梏に苦しむ空の生物そのものである。そして遂に痛みに苛まれて彼女は死ぬのである。
アンナ・パヴロワは1922年に日本でも『瀕死の白鳥』を踊っているが、これを見た芥川龍之介は『露西亜舞踊の印象』で次のように賞賛している。
「瀕死の白鳥」は美しい。僕はパブロワの腕や足に白鳥の頸や翼を感じた。同時に又みおやさざ波を感じた。更に僕自身あきれた事には、耳に聞こえない声も感じた。パブロワもかうなれば見事である。たとひデカタンスの匂はあってもそれは目をつぶれぬ事はない。僕は兎に角美しいものをみた。

## パフォーマンスと批評的解説
1907年12月22日に、パヴロワによってサンクトペテルブルクの貴族会議ホール（現在のサンクトペテルブルク・フィルハーモニア大ホール）でのガラ公演で初演された。アメリカ初演は1910年3月18日にニューヨークのメトロポリタン歌劇場（39丁目にあった旧館）で行われた。アメリカのダンス評論家・写真家のカール・ヴァン・ヴェクテンは「（パヴロワが）衆目に披露した芸術のうち最も妙なるもの」と評している。パヴロワは生涯においてこの作品を約4,000回演じ、ハーグで死の床に就いた際にも「私の白鳥の衣装を用意して」と叫んだと伝わる。
フォーキンの孫娘イザベルは、この作品はダンサーに「とてつもない技術的要求」ではなく、「死を免れようとするものが見せるすべての動き、すべてのジェスチャーが異なる意味を持つゆえに、とてつもない芸術的要求」をするものであると述べている。イザベルは、現在演じられているものは祖父が思い描いたものとは大きく異なり、『白鳥の湖』のヴァリアシオン、いわば「瀕死のオデット」のように見えることが多いという。 イザベルは、この作品はバレリーナが白鳥を演じるものではなく、白鳥は暗喩であって死を描いたものだと語っている。

## 遺産
1925年に、パヴロワが本作品を踊った様子が無声映画に収められており、これに音楽が乗せられることもある。この作品は『白鳥の湖』のオデットの解釈、とりわけ最初の湖畔でのシーンに影響を与えた。
発表後、すぐさま世界中でさまざまなバレリーナが踊るようになり、フォーキンは1925年に公式の振付集を出版することになった。これには妻ヴェラ・フォーキナがポーズを取った写真36点が含まれていた。後に、キーロフ・バレエで活躍したナタリア・マカロワは次のように語っている。
フォーキンのオリジナルの振付はパヴロワのために振り付けたブーレを除いて散り散りの断片になってしまった。それ以降、あらゆる演者は自分の責任で、自分の好みで作品を演じた。ロシアでは、私はドゥジンスカヤ版を踊ったが、ステージを駆け巡るあらゆる感傷的なものから、ある種の不快感を感じた。腕を振り回すことは、現代の目からみればほとんどばかげているように見える。感情的なものを完全に捨て去り、死との闘い、あるいは死への降服のイメージを伝えることが求められる。感情的な部分については、パヴロワの映画の助けがあった。 今日でも、彼女の『白鳥』は、ある種の芝居がかった細部は余分としても、様式に対する完璧な感覚、生気のある顔が印象的である。
最終的には、この作品はパヴロワの代名詞と見なされるようになったが、さまざまに改訂・翻案された。1917年のロシア映画『瀕死の白鳥』（監督：エフゲーニー・バウエル）は、バレリーナを絞殺する芸術家を描いた作品であった。マイヤ・プリセツカヤは、この白鳥は傷ではなく老いと戦っているのだという解釈で新たな振付を行っている。近年では、トロカデロ・デ・モンテカルロバレエ団が振付中のすべての休止をことさらに強調したパロディ版を上演している。2000年には、ストリート・アーティストのジュディス・ラニガンがフラフープ版を制作し、国際ストリート・シアター・フェスティバルやサーカスなどで演じられている。
フィギュアスケート選手の中には、バレエにインスピレーションを受けたスケート版の『瀕死の白鳥』を演じる者もいる。1936年ガルミッシュ・パルテンキルヘン五輪銅メダリストのマリベル・ビンソンは、金メダリストソニア・ヘニーのプロデビューについて、ニューヨーク・タイムズに以下のように評している。
観衆は、すぐにサン＝サーンスの『瀕死の白鳥』に対するソニアの解釈を受け入れる雰囲気になった。 夜、氷に水の効果を与えるスポットライトで、ミス・ヘニーは、青い光で縁取られて、パヴロワが不滅のものとしたダンスを行った。こういう気取った演出が氷上で適切かどうかにかかわらず、ミス・ヘニーの演出が素敵なものであることは間違いない。出だしで爪先立ちでの動きが多いのはスケートではないようにも思われるが、楽々と前後に滑る彼女は、体から抜け出た魂のように自由に、バレエでは決してできない動きをやってのけた。
ニューヨーク・シティ・バレエ団のアシュリー・ブーダーや、かつてアメリカン・バレエ・シアターやボリショイ・バレエに在籍したニーナ・アナニアシヴィリなどのバレリーナが、『白鳥の湖』第2幕の最後（最初の湖畔のシーン）で退場するオデットの腕を『瀕死の白鳥』の振付にして演じている。
オグデン・ナッシュはその詩『カミーユ・サン＝サーンスの「動物の謝肉祭」に寄す (Verses for Camille Saint-Saëns' 'Carnival of the Animals')』でパヴロワに言及している。
```
    
The swan can swim while sitting down,
　白鳥は羽を休めて泳ぐ、
    
For pure conceit he takes the crown,
　全き誇りのため冠を脱ぎ、
    
He looks in the mirror over and over,
　幾度となく鏡を眺め、
    
And claims to have never heard of Pavlova
.　パヴロワの名を聞いたことなどないと言い張る
```

新型コロナウイルス感染症の世界的流行はバレエを含む舞台芸術にも影響を及ぼしたが、バーミンガム・ロイヤル・バレエ団の芸術監督カルロス・アコスタは最後にバレリーナが顔を上げるよう振付を改めた上で、同団プリンシパル・ダンサーのセリーヌ・ギッテンスやオーケストラに在宅で演じさせた。アメリカン・バレエ・シアターのプリンシパル・ダンサー、ミスティ・コープランドは他の31人のダンサーに声を掛け、『白鳥』を踊ることで所属するバレエ団の救援などに充てる資金を集める活動を行った。